# Polycitor clava
Polycitor clava is een zakpijpensoort uit de familie van de Polycitoridae. De wetenschappelijke naam van de soort is voor het eerst geldig gepubliceerd in 1938 door Harant & Vernieres.